# 18431 Stazzema
18431 Stazzema è un asteroide della fascia principale. Scoperto nel 1994, presenta un'orbita caratterizzata da un semiasse maggiore pari a 2,4032661 UA e da un'eccentricità di 0,1154864, inclinata di 6,02984° rispetto all'eclittica.